# Алексєєв Зиновій Нестерович
Алексє́єв Зино́вій Не́сторович (12 листопада 1899, Харків, Російська імперія — 18 липня 1971, Курськ, РРФСР, СРСР) — воєначальник, генерал-майор Збройних сил СРСР (1943). Українець.

## Життєпис

### Громадянська війна в Росії
- 1919, березень — 1920, червень — червоноармієць 37-го Українського полку та 272-го стрілецького полку на Східному фронті. У 1920 році вступив до ВКП(б)[2].
- 1920, червень — 1922, лютий — завгосп санітарного потяга № 113 Західного фронту, військовий комісар санітарної літучки № 580 Санітарного управління України та Криму.

### Міжвоєнний період
- 1922, лютий — 1926, жовтень — політрук кулеметної команди 69-го стрілецького полку та роти 67-го стрілецького полку 51-ї Перекопської дивізії Українського військового округу.
- 1926—1928 — курсант Київської об'єднаної військової школи.
- 1928—1931 — помічник командира роти, командир роти 133-го стрілецького полку Українського військового округу.
- 1931—1934 — слухач Військової академії РСЧА ім. Фрунзе.
- 1934—1936 — військовий комендант на Октябрській залізниці.
- 1936—1938 — начальник штабу військово-транспортного складу № 1 Ленінградського військового округу.
- 1938 — начальник 1-го відділення штабу 56-го стрілецького корпусу Ленінградського військового округу.
- 1938—1939 — начальник штабу 18-ї стрілецької дивізії.

### Друга світова війна

#### Радянсько-фінська війна
- 1939, грудень — 1940, серпень — помічник начальника штабу стрілецького корпусу; у січні 1940 року — контужений[3].

#### Німецько-радянська війна
- 1940, серпень — 1941, серпень — начальник штабу 71-ї стрілецької дивізії.
- 1941, серпень — жовтень — командир Ленінградської стрілецької дивізії народного ополчення.
- 1941, жовтень — грудень — на лікуванні у зв'язку з пораненням.
- 1941, грудень — 1942, січень — начальник відділу бойової підготовки штабу 7-ї окремої армії Карельського фронту.
- 1942, січень — червень — начальник штабу оперативної групи 7-ї окремої армії Карельського фронту.
- 1942, червень — жовтень — начальник штабу 4-го гвардійського стрілецького корпусу Волховської групи військ Ленінградського фронту.
- 1942, жовтень — 1943, травень — начальник штабу 272-ї стрілецької дивізії 7-ї окремої армії Карельського фронту.
- 1943, травень — 1944, липень — командир 272-ї стрілецької дивізії 7-ї окремої армії Карельського фронту. У жовтні 1943 року присвоєне звання «генерал-майор»[4].
- 1944, липень — вересень — командир 127-го легкого гірськострілецького корпусу.
- 1944, вересень — командир 133-го стрілецького корпусу 19-ї армії Карельського фронту.
- 1944, вересень — жовтень — командир 131-го стрілецького корпусу 14-ї армії Карельського фронту.
- 1944, жовтень — 1945, травень — на лікуванні у зв'язку з тяжким пораненням та у розпорядженні Головного управління кадрів Наркомату оборони СРСР.

### Післявоєнний період
- 1946, березень — 1951, травень — начальник Курського суворовського училища.
- 1951, травень — 1953, серпень — начальник Курсів удосконалення офіцерського складу Архангельського військового округу.
- 1953, серпень — вийшов у відставку, жив у місті Курськ, Росія.
- 1971, 18 липня — помер.

## Нагороди
- Орден Леніна (21.02.1945)[5]
- Орден Червоного Прапора (20.05.1940)
- Орден Червоного Прапора (03.11.1944)
- Орден Червоного Прапора (1949)
- Орден Суворова 2 ступеня (12.07.1944[6]; представлявся до звання «Герой Радянського Союзу»[7])
- Орден Кутузова 2 ступеня (02.11.1944)[8]
- Медаль «За перемогу над Німеччиною у Великій Вітчизняній війні 1941—1945 рр.» (31.08.1945)[9]
- Медаль «XX років Робітничо-Селянській Червоній Армії»